# Golu Grabicina
Golu Grabicina – wieś w Rumunii, w okręgu Buzău, w gminie Scorțoasa. W 2011 roku liczyła 337 mieszkańców.